# Лангерево
Ла́нгерево (фин. Lankila) — деревня в Ломоносовском районе Ленинградской области, находится на территории Пениковского сельского поселения.

## История
На карте Ингерманландии А. И. Бергенгейма, составленной по шведским материалам 1676 года, упоминается как деревня Langila.
На шведской «Генеральной карте провинции Ингерманландии» 1704 года — как деревня Langela.
Деревня Лангела нанесена на «Географическом чертеже Ижорской земли» Адриана Шонбека 1705 года.
Обозначена на карте Санкт-Петербургской губернии 1792 года А. М. Вильбрехта как Лангелева.
Деревня являлась вотчиной императора Александра I из которой в 1806—1807 годах были выставлены ратники Императорского батальона милиции.
На «Топографической карте окрестностей Санкт-Петербурга» Военно-топографического депо Главного штаба 1817 года упомянута как деревня Лангелова из 17 дворов.
Как деревня Лангелово из 17 дворов она обозначена на «Топографической карте окрестностей Санкт-Петербурга» Ф. Ф. Шуберта 1831 года.

ЛАНГЕЛЕВА — деревня принадлежит государю великому князю Михаилу Павловичу, число жителей по ревизии: 51 м. п., 39 ж. п. (1838 год)

На этнографической карте Санкт-Петербургской губернии П. И. Кёппена 1849 года она обозначена как деревня «Lankila», расположенная в ареале расселения эвремейсов. В пояснительном тексте к этнографической карте она записана как деревня Lankila (Лангелова) и указано количество её жителей на 1848 год: эвремейсов — 50 м. п., 58 ж. п., всего 108 человек.

ЛАНГЕЛОВО — деревня Ораниенбаумского дворцового правления, по просёлочной дороге, число дворов — 17, число душ — 48 м. п. (1856 год)

В 1860 году деревня Лангелево насчитывала 21 двор.

ЛАНГЕЛОВО — деревня Ораниенбаумского дворцового ведомства при колодцах, по левую сторону приморского просёлочного тракта в 16 верстах от Петергофа, число дворов — 20, число жителей: 46 м. п., 55 ж. п. (1862 год)

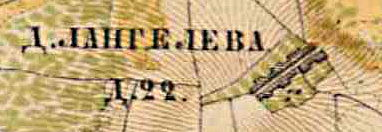
Деревня Лангерево на карте 1885 года

В 1885 году деревня называлась Лангелева и насчитывала 22 двора.
В конце XIX века деревня административно относилась к Ораниенбаумской волости 2-го стана Петергофского уезда Санкт-Петербургской губернии, в начале XX века — 3-го стана. По приходским данным население деревни было исключительно финским.
В 1907 году в деревне открылась школа. Учителем в ней работал П. Хусу.
К 1913 году количество дворов не изменилось.
С 1917 по 1923 год деревня входила в состав Мало-Коноваловского сельсовета Ораниенбаумской волости Петергофского уезда.
С 1923 года в составе Троцкого уезда.
С 1924 года в составе Броннинского сельсовета.
Согласно данным переписи населения СССР 1926 года в деревне Лангерево проживали 113 человек — все ижоры, кроме одной русской семьи.
С 1927 года в составе Ораниенбаумского района.
В 1928 году население деревни Лангерево также составляло 113 человек.
С 1930 года в составе Венковского сельсовета.
По данным 1933 года деревня Ленгерево входила в состав Венковского финского национального сельсовета Ораниенбаумского района.

План деревни Лангерево. 1939 год

Согласно топографической карте 1939 года деревня насчитывала 26 дворов.
С 1948 года вновь в составе Броннинского сельсовета Ломоносовского района.
С 1963 года в составе Гатчинского района.
С 1965 года вновь в составе Ломоносовского района. В 1965 году население деревни Лангерево составляло 76 человек.
По данным 1966, 1973 и 1990 годов деревня Лангерево также входила в состав Бронинского сельсовета Ломоносовского района.
В 1997 году в деревне Лангерево Бронинской волости проживали 43 человека, в 2002 году — также 43 (русские — 82 %).
В 2007 году в деревне Лангерево Пениковского СП — 70 человек.

## География
Деревня расположена в северной части района на автодороге 41К-245 (Сойкино — Малая Ижора), к югу от административного центра поселения.
Расстояние до административного центра поселения — 1 км.
Расстояние до ближайшей железнодорожной станции Бронка — 3 км.

## Демография
| 1862 | 2002 | 2007 | 2010 | 2017 |
| ---- | ---- | ---- | ---- | ---- |
| 101  | ↘43  | ↗70  | ↘49  | ↗83  |

## Инфраструктура
На территории деревни Лангерево находится кладбище, на котором есть братское захоронение воинов Советской Армии, погибших в годы Великой Отечественной войны 1941—1945 гг.

## Общественный транспорт
- Автобусные маршруты № 691 и № 691А.
- Железнодорожная станция Бронка в 2,5 км от деревни.

## Улицы
Заводская, Лесная, Малая Садовая, Озерковая, Пениковская, Садовая, Центральная.